# Deputazione di Storia Patria per l'Umbria
La Deputazione di storia patria per l'Umbria è un ente morale con sede a Perugia, presso il Palazzo della Penna in via Podiani.
Creata nel 1894 come "Società umbra di storia patria", è stata trasformata in deputazione nel 1896.

## Storia
La deputazione di storia patria denominata inizialmente "Regia deputazione di storia patria per l'Umbria" fu istituita con regio decreto n. 74 del 27 febbraio 1896, per continuare l'attività della precedente "Società umbra di storia patria" istituita nel 1894; nel maggio del 1898 fu riconosciuta come ente morale. Dal 1895 pubblica la rivista Bollettino della deputazione di storia patria per l'Umbria.
Scopo della Deputazione era di «favorire gli studi storici e di provvedere alla conservazione e pubblicazione di documenti riguardanti la provincia di Perugia» attraverso la pubblicazione periodica della rivista Bollettino della R. Deputazione per l'Umbria e quella occasionale di Fonti di storia.

## Biblioteca
L'istituto conserva, fin dalla sua definitiva formazione, una biblioteca di oltre 25 000 volumi. La biblioteca è specializzata in storia locale umbra e soprattutto nelle riviste delle altre deputazioni e società storiche italiane.
È possibile, oltre la normale consultazione, usufruire del servizio di fotocopie e di prestito locale, con esclusione delle pubblicazioni di pregio e dei numeri rari o unici delle riviste.